# Шторм

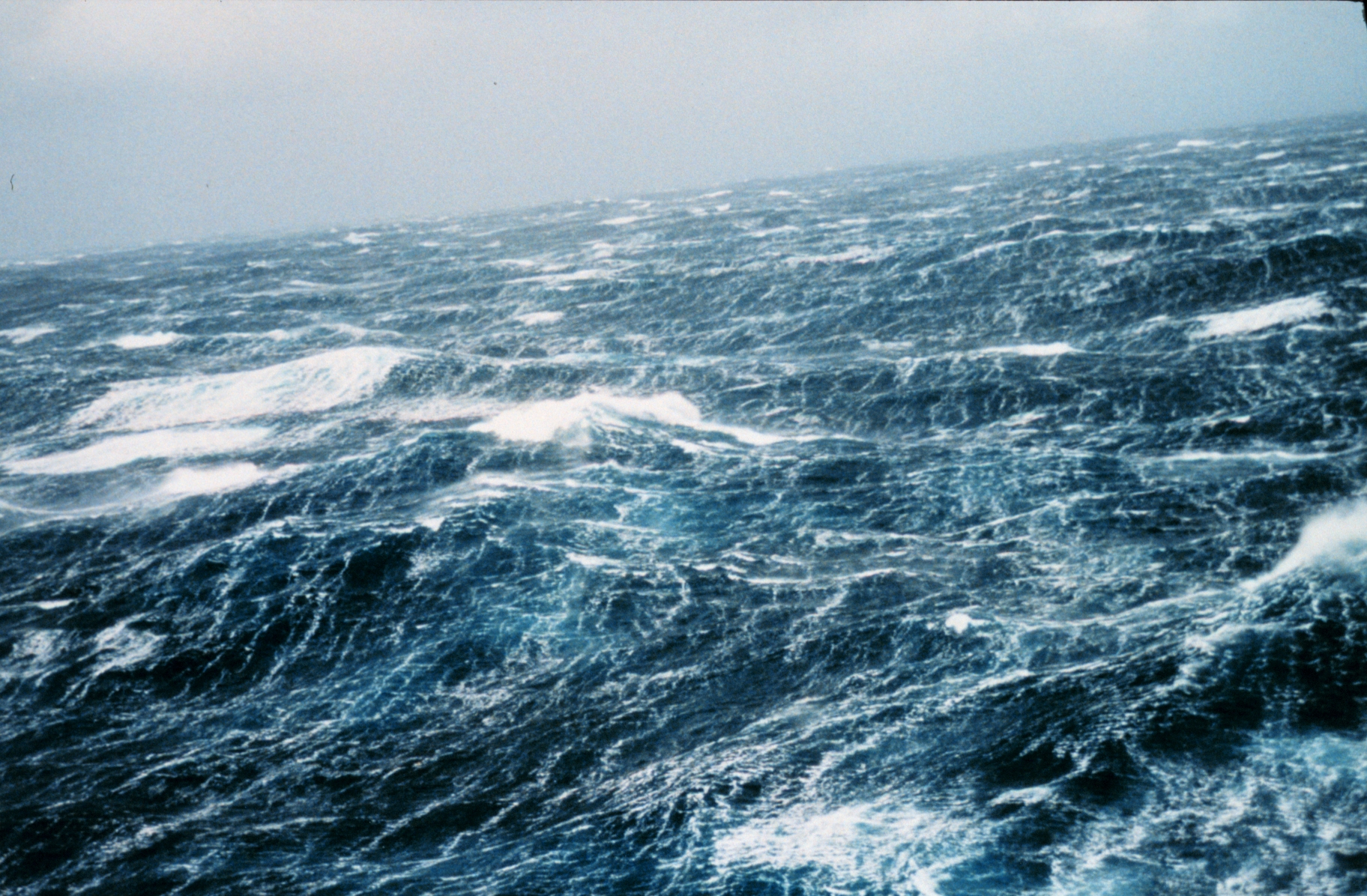
Північний Льодовитий океан. Шторм. 1989.

Шторм — сильна буря, вітер на морі чи озері та спричинене цим велике хвилювання води. Сильний вітер взагалі. Надзвичайно сильний вияв чого-небудь, тривалий, дуже сильний вітер зі швидкістю 20 м/с і більше. При швидкостях понад 30 м/с — говорять про ураган. Якщо швидкість вітру ураганів більша за 60 кілометрів на годину, то вони отримують власні назви.